# Jutrovo
Jútrovo je staro ime za Bližnji vzhod, v rabi je tudi ime Levant. Zlasti Jutrovo in Levant sta skupinski imeni za dežele ob vzhodni sredozemski obali: Sirija, Libanon, Izrael in Palestina.
Ime Jutrovo je slovenski dobesedni prevod pojma levant-, ki izhaja iz latinske korenske besede in v več romanskih jezikih pomeni vzhajati (za sonce, tudi za kvašeno testo). Verjetno je slovensko ime nastalo tudi pod vplivom nemškega: Morgenland.

## Glej podrobneje
- Levant